# 小林利一
小林 利一（こばやし りいち、1898年（明治31年）2月12日　- 没年不明）は、大正から昭和にかけての満鉄職員、鉄道官僚。朝鮮総督府交通局長を務めた。

## 経歴
大分県速見郡別府町で小林豊蔵の次男として生まれる。1922年11月大学の卒業を待たずして高等文官試験行政科に合格し、1923年3月東京帝国大学政治学科を卒業。満鉄に入り、経理課勤務、京城鉄道学校講師を務めたのち、1925年、朝鮮総督府鉄道局に転じて書記になった。1926年3月には鉄道局副参事、1927年5月には鉄道局参事、1932年6月には鉄道局経理課長に就任。その後、鉄道局理事、京城地方鉄道局長を経て、1942年11月に鉄道局総務課長に就任。1943年12月1日、朝鮮総督府交通局長に任じられ、日本による朝鮮統治終了まで務めた。